# Red de museos etnográficos de Asturias
La Red de museos etnográficos de Asturias es un conjunto de museos locales repartidos por toda le geografía asturiana. Este órgano, que pretende la coordinación, protección, gestión y difusión de todos estos museos, depende de la consejería de educación y cultura del principado de Asturias desde el año 2001, año de su fundación.

## Museos que lo integran
La lista de los museos que forman la red es la siguiente: 
- Museo Casa Natal del Marqués de Sargadelos
- Museo Etnográfico de Grandas de Salime
- Museo Etnográfico Juan Pérez Villamil
- Museo Vaqueiro de Asturias
- Ecomuseo de Somiedo
- Museo Etnográfico de Grado
- Museo Etnográfico de Quirós
- Museo Etnográfico de la Lechería
- Museo Marítimo de Asturias
- Museo Etnográfico del Pueblo de Asturias
- Museo de la Sidra de Asturias
- Museo de la Madera de Caso
- Museo Etnográfico del Oriente de Asturias
- Museo de la escuela rural de Asturias